# Paul Löwenhauser
Paul Löwenhauser (* 7. September 1926 in München; † 21. September 2013) war ein deutscher Architekt und Baubeamter.

## Leben

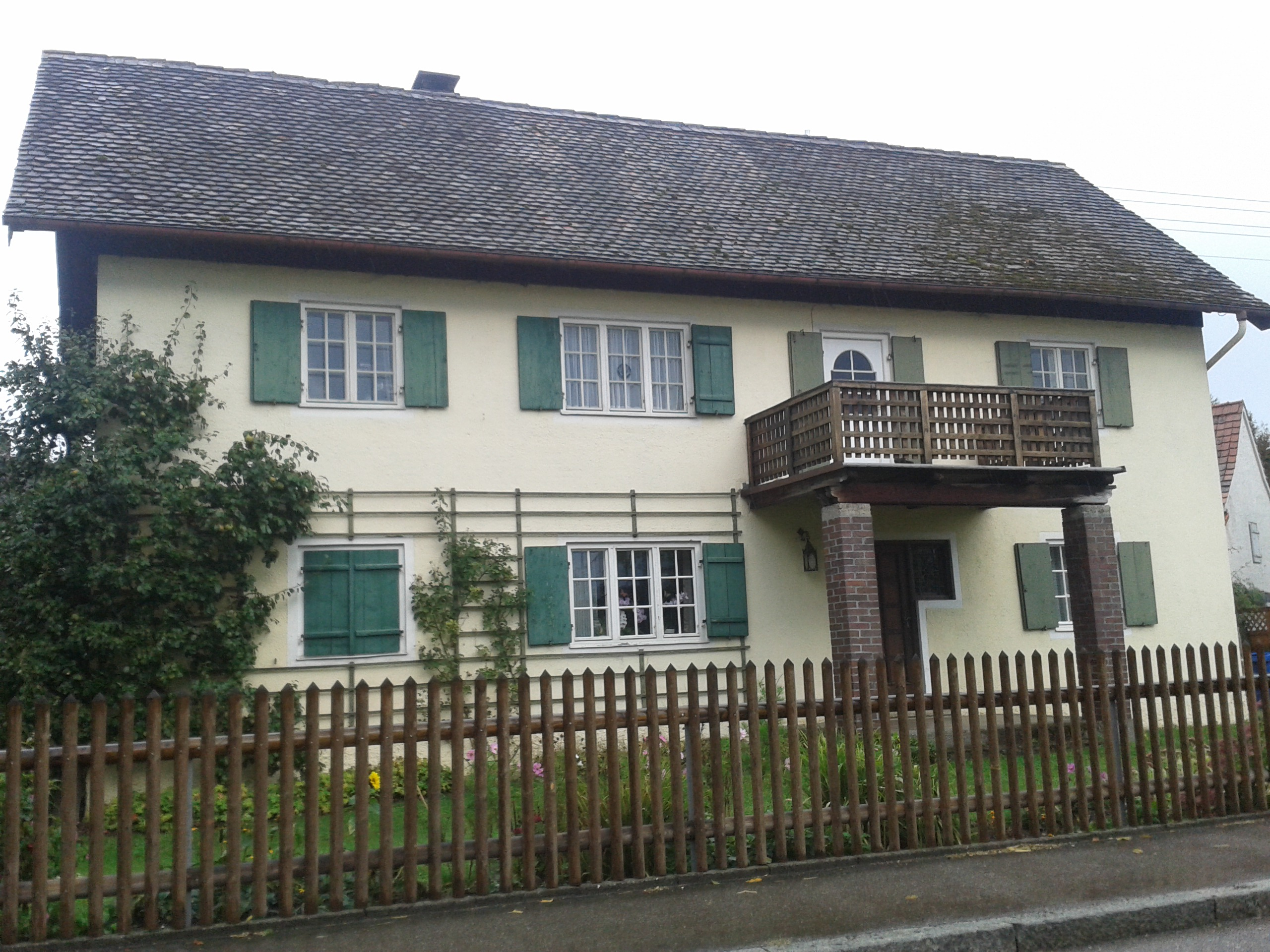
Wohnhaus Paul Löwenhauser in Tannheim (2015)

Aufgewachsen in Tannheim (Württemberg) studierte Löwenhauser von 1946 bis 1949 an der Technischen Hochschule München und legte 1952 die Referendarprüfung als Jahrgangsbester ab. In den folgenden zehn Jahren war er im Planungsstab der Ludwig-Maximilians-Universität München tätig und wechselte dann zu einer Einrichtung, die überwiegend Wissenschafts- und Forschungsbauten errichtete. 1967 übernahm er als Technischer Geschäftsführer der Olympia-Baugesellschaft die technische und organisatorische Oberleitung der baulichen Anlagen für die Olympischen Spiele 1972 in München. Von 1970 bis 1976 war er Leiter des Bauamts der Technischen Universität München und von 1977 bis 1991 Leiter der Bauabteilung in der Generalverwaltung der Max-Planck-Gesellschaft.
Von 1979 bis 1983 war Löwenhauser Vorstand des Münchner Architekten- und Ingenieur-Vereins (MAIV). Ab 1982 lehrte er als Honorarprofessor an der Technischen Universität München. Von 1991 bis 2002 war er Herausgeber und Mitarbeiter des Sammelwerks Planung- und Bauorganisation.

## Ehrungen
- 1977: Verdienstkreuz am Bande der Bundesrepublik Deutschland